# Liste von Namensreaktionen/J
| Entdecker                                             | Jahr                                                  | Reagenzien                                                                      | Kurzbeschreibung                                                                                        | Zielmolekül(e)                                        | Quelle                                                |
| Jacobsen-Epoxidierung (Jacobsen-Katsuki-Epoxidierung) | Jacobsen-Epoxidierung (Jacobsen-Katsuki-Epoxidierung) | Jacobsen-Epoxidierung (Jacobsen-Katsuki-Epoxidierung)                           | Jacobsen-Epoxidierung (Jacobsen-Katsuki-Epoxidierung)                                                   | Jacobsen-Epoxidierung (Jacobsen-Katsuki-Epoxidierung) | Jacobsen-Epoxidierung (Jacobsen-Katsuki-Epoxidierung) |
| ----------------------------------------------------- | ----------------------------------------------------- | ------------------------------------------------------------------------------- | --- | ----------------------------------------------------- | ----------------------------------------------------- |
| Eric Jacobsen                                         | 1990                                                  | Alkene, chiraler Mangan(III)-Salen-Komplex (Katalysator), Natriumhypochlorit    | enantioselektive Oxidation                                                                              | Epoxide                                               | [ 1 ]                                                 |
| Reaktionschema Jacobsen-Epoxidierung                  |                                                       |                                                                                 | |                                                       |                                                       |
| Jacobsen-hydrolytische kinetische Racematspaltung     |                                                       |                                                                                 | |                                                       |                                                       |
| Eric Jacobsen                                         | 1997                                                  | Epoxid, chiraler Mangan(III)-Salen-Komplex (Katalysator), Wasser                | enantioselektive Ringöffnung                                                                            | enantioselektives Diol und Epoxid                     | [ 2 ]                                                 |
| Jacobsen-Umlagerung                                   |                                                       |                                                                                 | |                                                       |                                                       |
| Oscar Jacobsen                                        | 1881/1886                                             | alkyl- oder halogensubstituierte Benzole, Schwefelsäure                         | Sulfonierung mit Umlagerung der Alkylgruppen                                                            | Sulfobenzole                                          | [ 3 ] [ 4 ]                                           |
| Reaktionschema Jacobsen-Umlagerung                    |                                                       |                                                                                 | |                                                       |                                                       |
| Janovsky-Reaktion                                     |                                                       |                                                                                 | |                                                       |                                                       |
| Jaroslav Janovsky                                     | 1886                                                  | Isomere von Polynitroaromaten                                                   | Aceton, Base                                                                                            | Bildung von Meisenheimer-Komplexen                    | [ 5 ]                                                 |
| Japp-Klingemann-Reaktion                              |                                                       |                                                                                 | |                                                       |                                                       |
| Francis Japp, Felix Klingemann                        | 1887                                                  | Aryldiazoniumsalze, β-Ketoester                                                 | Bildung einer Azoverbindung, Hydrolyse                                                                  | Arylhydrazone                                         | [ 6 ]                                                 |
| Reaktionschema Japp-Klingemann-Reaktion               |                                                       |                                                                                 | |                                                       |                                                       |
| Japp-Maitland-Kondensation                            |                                                       |                                                                                 | |                                                       |                                                       |
| siehe Maitland-Japp-Reaktion                          |                                                       |                                                                                 | |                                                       |                                                       |
| Japp-Oxazolsynthese                                   |                                                       |                                                                                 | |                                                       |                                                       |
| Francis Japp                                          | 1880                                                  | 1,2-aromatische Diketone, aromatische Aldehyde, Ammoniak                        | Cyclisierung                                                                                            | Oxazole                                               |                                                       |
| Jeger-Tetrahydrofuransynthese                         |                                                       |                                                                                 | |                                                       |                                                       |
| O. Jeger                                              | 1959                                                  | Alkyl-/Alkenylalkohole, Blei(IV)- oder Quecksilber(II)-acetat/Natriumborhydrid  | radikalische Cyclisierung                                                                               | Tetrahydrofurane                                      | [ 8 ]                                                 |
| Johnson-Alkinylierung                                 |                                                       |                                                                                 | |                                                       |                                                       |
| Francis Johnson                                       | 1985                                                  | Phenole, Tetra-/Trihalogenalkene, Base, Buthyllithium                           | Addition unter Etherbildung, Dehalogenierung zum Alkin, Umlagerung                                      | o-Hydroxyphenolalkine                                 | [ 9 ]                                                 |
| Johnson-Corey-Chaykovsky-Reaktion                     |                                                       |                                                                                 | |                                                       |                                                       |
| siehe Corey-Chaykovsky-Reaktion                       |                                                       |                                                                                 | |                                                       |                                                       |
| Johnson-Polyen-Cyclisierung                           |                                                       |                                                                                 | |                                                       |                                                       |
| William Summer Johnson                                | 1968                                                  | Acetale, Allylalkohole oder Epoxide                                             | Bildung eines Carbeniumions, Ringschluss                                                                | Cycloalkene                                           | [ 10 ]                                                |
| Reaktionschema Johnson-Polyen-Cyclisierung            |                                                       |                                                                                 | |                                                       |                                                       |
| Johnson-Claisen-Umlagerung                            |                                                       |                                                                                 | |                                                       |                                                       |
| William Summer Johnson                                | 1970                                                  | Orthoester, Allylalkohole                                                       | Bildung eines Ketenacetals, Claisen-Umlagerung                                                          | Ester                                                 | [ 11 ]                                                |
| Reaktionschema Johnson-Claisen-Umlagerung             |                                                       |                                                                                 | |                                                       |                                                       |
| Johnson-angulare Methylierung                         |                                                       |                                                                                 | |                                                       |                                                       |
| William Summer Johnson                                | 1943                                                  | anellierte Cycloketone, Benzaldehyd, Kaliumtertbutanolat, Methyliodid           | Schutz des C2-Atoms, Methylierung des Brückenkopfatoms, Entfernung der Schutzgruppe unter Ringverengung | angular methylierte anellierte Cycloketone            | [ 12 ]                                                |
| Jones-Oxidation                                       |                                                       |                                                                                 | |                                                       |                                                       |
| Ewart Jones                                           | 1946                                                  | Alkohole, Chrom(VI)-oxid, Schwefelsäure                                         | Oxidation                                                                                               | Carbonsäuren oder Ketone                              | [ 13 ]                                                |
| Reaktionschema Jones-Oxidation (primäre Alkohole)     |                                                       |                                                                                 | |                                                       |                                                       |
| Jones-Schmid-Indolsynthese                            |                                                       |                                                                                 | |                                                       |                                                       |
| Charles D. Jones, Hans Schmid                         | 1972/74                                               | o-Nitroacetophenone, α-Halogenketone                                            | N-Alkylierung, Cyclisierung                                                                             | Indole                                                | [ 14 ] [ 15 ]                                         |
| Jourdan-Ullmann-Goldberg-Synthese                     |                                                       |                                                                                 | |                                                       |                                                       |
| Friedrich Jourdan, Fritz Ullmann, Irma Goldberg       | 1885/1902/06                                          | Arylhalogenide, Aniline, Kupfer, Kaliumcarbonat                                 | nukleophile aromatische Substitution                                                                    | Diarylamine                                           | [ 16 ] [ 17 ] [ 18 ]                                  |
| Reaktionschema Jourdan-Ullmann-Synthese               |                                                       |                                                                                 | |                                                       |                                                       |
| Julia-Indolsynthese                                   |                                                       |                                                                                 | |                                                       |                                                       |
| Sylvestre A. Julia                                    | 1986                                                  | N-Sulfinyl-benzenamine, Alkenylmagnesiumbromide, Kaliumhydrogensulfat           | Grignard-Reaktion, [3,3]-sigmatrope Umlagerung                                                          | Indole                                                | [ 19 ]                                                |
| Julia-Olefinierung (Julia-Lythgoe-Olefinierung)       |                                                       |                                                                                 | |                                                       |                                                       |
| Marc Julia                                            | 1973                                                  | Phenylsulfone, Ketone/Aldehyde, Butyllithium, Natriumamalgam/Samarium(II)-iodid | Deprotonierung, nucleophile Addition, Eliminierung                                                      | Alkene                                                | [ 20 ]                                                |
| Reaktionschema Julia-Olefinierung                     |                                                       |                                                                                 | |                                                       |                                                       |
| Julia-Buylants-Umlagerung                             |                                                       |                                                                                 | |                                                       |                                                       |
| Marc Julia, P. Bruylants                              | 1928/60                                               | Cyclopropylcarbinole, Bromwasserstoff                                           | Umlagerung                                                                                              | Homoallylbromide                                      | [ 21 ] [ 22 ]                                         |
| Julia-Kocienski-Olefinierung                          |                                                       |                                                                                 | |                                                       |                                                       |
| Marc Julia, Philip J. Kocienski                       | 1998                                                  | Aldehyde/Ketone, Phenyltetrazolsulfone, Base                                    | Julia-Olefinierung                                                                                      | Alkene                                                | [ 23 ]                                                |
| Reaktionschema Julia-Kocienski-Olefinierung           |                                                       |                                                                                 | |                                                       |                                                       |
| Juliá-Colonna-Epoxidierung                            |                                                       |                                                                                 | |                                                       |                                                       |
| Sebastian Juliá, Stefano Colonna                      | 1980                                                  | trans-α,β-Enone, Wasserstoffperoxid, Polyleucin                                 | enantioselektive nucleophile Epoxidierung                                                               | trans-α,β-Epoxyketone                                 | [ 24 ] [ 25 ]                                         |
| Jung-Umlagerung                                       |                                                       |                                                                                 | |                                                       |                                                       |
| Michael E. Jung                                       | 1995                                                  | Vinylepoxide, Bortrifluorid-Etherat                                             | Umlagerung                                                                                              | β,γ-ungesättigte Aldehyde oder Ketone                 | [ 26 ]                                                |
| Jung-Olah-Voronkov-Etherspaltung                      |                                                       |                                                                                 | |                                                       |                                                       |
| Michael F. Jung, George A. Olah, M.G. Voronkov        | 1976/77                                               | Ether/Ester/Phosphonate/Carbamate, Trimethylsilylbromid/-iodid                  | Addition der Trimethylsilylgruppe, Eliminierung von Alkylhalogeniden                                    | Alkohole/Carbonsäuren/Phosphonsäuren                  | [ 27 ] [ 28 ] [ 29 ]                                  |
| Junjappa-Ila-Annelierung                              |                                                       |                                                                                 | |                                                       |                                                       |
| Hiriyakkanavar Ila, Hiriyakkanavar Junjappa           | 1984                                                  | α-Oxoketendithioacetale, Allylanionen, Säure                                    | [3+3]-Benzannelierung                                                                                   | Aromaten/Heteroaromaten                               | [ 30 ]                                                |